# Podmokly (powiat Rokycany)
Podmokly – gmina w Czechach, w powiecie Rokycany, w kraju pilzneńskim.
1 stycznia 2017 gminę zamieszkiwały 253 osoby, a ich średni wiek wynosił 44,0 roku.